# Rendvédelem-történet
A rendvédelem kifejezés s vele a rendvédelem-történet kutatása rövid múltra tekint vissza, léte alig lépte túl a két évtizedet. 
A rendvédelem változásainak feltárása, alapvetően a változás folytonosságát mutatja meg, melyből is következik; nincs tértől és időtől független rendvédelmi modell. A rendvédelem története a különböző korok rendvédelmét foglalja magába, beleértve a tevékenységet és a végrehajtást végzőket – egyéneket és testületeket – egyaránt.
A rendvédelmi tevékenység egyidős az ember megjelenésével, jóllehet az egyes szervezetek, szervek elnevezései mások voltak, úgyszintén a hatalom struktúrájában elfoglalt helyük. Az emberek közösségekbe tömörülése, már hozott az egyes csoportok számára követendő magatartásokat, betartandó szabályokat, vagyis kialakult egyfajta rend, és annak védelme. Ennek a közösségi megnyilvánulását váltotta fel az állam megjelenésével, az elkülönült fegyveres közhatalom. Az ókori államokban már tetten érhetők olyan feladatok, illetőleg azok végrehajtóinak köre, amelyek különösebb mérlegelés nélkül besorolhatók a rendvédelem fogalomtárába. A magyarság története s benne államfejlődése szintén jól tükrözi a rendvédelmi tevékenység jelenlétét.

## Kiindulás a témaátfogó jelentés
Történeti kitekintésben a rendvédelem bizonyos témaátfogó jelentést takar, a kutatás tárgyát öleli fel, amit a rendvédelem-történeti vizsgálódást végzők, a téma tudományos művelői töltenek meg tartalommal, amely mögött döntően tevékenységi és szervi megközelítés húzódik. A meghatározott testületek körét, mint kiindulást – a Szemere Bertalan Magyar Rendvédelem-történeti Tudományos Társaság alkotó közössége szerint – a magyar rendvédelem történet keretében alapvetően a csendőrség, a határőrség, a rendőrség, a pénzügyőrség, a testőrség, és a büntetés-végrehajtási őrség jelenti. E fegyveres testületek azok, amelyek a polgári korban az ország belső rendjének védelmére akár kényszerítő erő – jelen körben karhatalom – alkalmazásával is hivatottak voltak. (Parádi 1995. 9.) A történelmi időszakokban bekövetkezett változások a rendvédelem területét sem hagyták érintetlenül és ez megmutatkozik a vizsgálódás körébe vont testületek esetében is. Az ősi közösségekben a rendet jelentő együttélés kritériumainak kijelölése illetőleg annak védelme meghatározóan a véneken és a közösségi vezetőkön nyugodott, de a végrehajtásban részt vettek a közösség tagjai is. A korai államokban a király és a hűbérurak rendelkezésére álló differenciálatlan fegyveres erő, a rendi államokban az önkormányzati és a királyi karhatalmi erő – többnyire még a hadsereg – jelentette a rendvédelmi szervet, a maga konkrétumában változó elnevezésekkel.

### Érzékletes példa a Határőrség
Egy adott kor, adott szervet érintő változásának megvilágítását kitűnően szolgálja a Határőrség szabályozása, az ezredfordulót követő évtizedben. A változás olyan súlyú volt, hogy arra az Alkotmány módosításának keretei között kerülhetett sor. A 2004. évi CIV. törvény általános indokolása szerint „A Határőrség feladatait tekintve nem az ország területét a külső fegyveres támadásokkal szemben védelmező Magyar Honvédséghez, hanem a belső rendet fenntartó rendvédelmi szervekhez áll közelebb, ezért a törvény megváltoztatja a Határőrség jogállását, amikor fegyveres erőből rendvédelmi szervvé minősíti át.”Ennek megfelelően változott a Magyar Köztársaság Alkotmányáról szóló 1949. évi XX. törvény. A 40/A. § szerint
(1) A Magyar Honvédség alapvető kötelessége a haza katonai védelme és a nemzetközi szerződésből eredő kollektív védelmi feladatok ellátása. 
(2) A Rendőrség alapvető feladata a közbiztonság és a belső rend védelme. 
(3) A Határőrség alapvető feladata az államhatár őrzése, rendjének fenntartása.
További, rendkívüli horderejű változás érintette a Határőrséget illetőleg a Rendőrséget, az Alkotmányt módosító 2007. évi LXXXVIII. törvény nyomán. Ez tulajdonképpen a Határőrség megszűnését jelentette, egy úttal azt is, hogy a Határőrség feladatait a Rendőrség veszi át. 
A változások eredményeképpen a Határőrség kikerült a rendvédelem napi fogalmi köréből, de bent maradt a rendvédelem-történet kutatási témakörében.

## Formák és típusok
A már érintetteken kívüli rendvédelmi testületekre mutat rá „a magyar rendvédelem civil szerveződései” megnevezéssel keretet adó gondolat, ami nem takar ugyan teljes körű tipizálási szempontokat, de beemeli a rendvédelem-történet érdeklődési körébe a korábban, a figyelem homlokterén kívül elhelyezkedő testületeket. A kiegyezéstől a 2. világháborúig ezek a tűzoltóság, a gátrendőrség, az erdőőrség, a polgárőrség, a nemzetőrség, a magánkutatás, a vasút- és távírda őrség. Közülük némelyik a rendőrség kebelébe tartozó és bizonyos vonatkozású feldolgozásuk, bemutatásuk meg is történt „A rendvédelem számukra nem a testületet, hanem egy organikus rendszert jelentett, amelyben helye volt az állami, önkormányzati, társadalmi és magánszervezeteknek is.” A társadalmi és a magán szervezetek egyfajta kiegészítői az állami és az önkormányzati rendvédelemnek.
Magyarország XIX. és XX. századi rendvédelmi szervei lehetnek:
Állami szervek:
Büntetés-végrehajtási őrség, csendőrség, erdőőrség, folyamőrség, gátrendőrség, határőrség, képviselőházi őrség, koronaőrség, pénzügyőrség, rendőrség, testőrség, vámőrség, vasút- posta pálya- és távírda őrség, vörösőrség.
Önkormányzati szervek:
Gátrendőrség, hegyrendőrség, mezőrendőrség, rendőrség, tűzoltóság.
Társadalmi szervezetek: 
Gátrendőrség, nemzetőrség, polgárőrség, tűzoltóság.
Magánszervezetek:
Magánkutatás (magánnyomozás), posta távírda őrség, testőrség, vagyonőrség, vasúti pályaőrség.
A rendvédelmi szervek egyes illetőleg bizonyos formái, típusai átnyúlnak egymás szervezési területére is.
További tipizálási szempontokként jelentkezhetnek többek között a nyomozó hatósági jogkörrel felruházottság illetőleg a bűnmegelőzésben betöltött szerep nagysága, az illetékesség, de a rendvédelemben történő direkt vagy indirekt szerepvállalás is. Utóbbi az állami rendvédelmi szervek között a büntetés-végrehajtási őrség, a képviselőházi őrség, a koronaőrség és a testőrség esetében érhető tetten, egy úttal jelezve, hogy vitathatatlan bűnmegelőzési eredményességük. Nyomozóhatósági jogkörrel rendelkezett a csendőrség, a pénzügyőrség, a rendőrség és a vörösőrség. A bűnmegelőzés és a veszélymegelőzés a társadalmi szervezetek tevékenységében jutott kiemelkedő szerephez.

## Diszciplínává szervezés
Parádi József szerint a rendvédelem-történet, mint fiatal diszciplína szakított azzal a felfogással, amely szerint a rend védelmének, fenntartásának kérdésköre csupán jogtörténeti, illetve a bűncselekmények alakulásának a históriája. Véleménye szerint a helyes megközelítés a szakterület komplex vizsgálata és feltárása, ami nem szorítkozhat csak az említett területekre. 
A Szemere Társaság tudományos alkotó közössége egyetért a következőkben:
- a mindenkori rend védelmére irányuló tevékenységet, komplexitásában célszerű vizsgálni, mert az csak úgy érthető meg;
- a korábbi fogalomrendszer, mivel napjaink fogalmi tükröződését jelentette, nem volt alkalmas arra, hogy téren és időn átívelő módon összefogja a rendvédelem történetét;
- a rendvédelem fogalma nem köthető egy rendvédelmi modellhez, gyűjtőfogalomként használatos, ugyanúgy helytelen az elnevezés egy testülethez kötése, mint feloldása a rendészetben;
- a XXI. század nyújtja azt a történelmi pillanatot, ami indokolttá és lehetővé teszi a szakterület szellemi bázisának önálló diszciplínává szerveződését;
- a rendvédelem érdekében művelt tudományterületek részeiből interdiszciplinárisan különítik el illetve kapcsolják egybe az új tudomány matériáját, alkalmazott tudomány formájában;
- a rendvédelemnek van saját szakterülete, ami a történelem során gyarapodott, művelését több tudományág is végezte;
- a rendvédelem-történet diszciplínává válása mellett, fontos a rendvédelem-tudomány kialakítása.